# Стеван Здравковић
Стеван Здравковић (Живица, код Пожаревца, 16. април 1835 — Београд, 4. август 1900) био је српски генерал. Поред своје војничке каријере био је дугогодишњи професор и управник Војне академије, министар грађевина у пет влада током три мандата, заступник министра финансија, државни саветник и академик.

## Биографија
Рођен је 16. априла 1835. године у селу Живици, код Пожаревца, од оца Здравка и мајке Миље, земљорадника. Основну школу је завршио у Пожаревцу, а четири разреда гимназије завршио је у Београду. У војску је ступио као питомац 2. класе Артиљеријске школе (2. у рангу), 1851. Каплар је постао 3. марта 1851, поднаредник 1. марта 1853. а наредник 8. августа 1854. године. Школовање је завршио септембра 1856, као други у рангу од петнаест питомаца. Одмах по завршетку Артиљеријске школе, као државни питомац, послат је у Париз, где је у току наредне две године похађао политехничке науке, завршивши Вишу инжињерску школу за изградњу мостова и путева (фр. École Nationale des Ponts et Chaussées).
Оженио се Јелисаветом Николић из села Глоговца, округ Пожаревачки. Имали су осморо деце: синове Милоја, Миливоја, Љубишу, Мирка и Здравка, те кћерке Милеву, Ружу и Љубицу. Син Љубиша наставио је традицију официрског позива, док је унук Коча Поповић такође био официр, у чину генерал-пуковника и министар иностраних послова за време СФРЈ.

## Активна служба
По завршетку Артиљеријске школе, унапређен је у чин инжињеријског потпоручника и одређен је за водника инжињерије при Стајаћој војсци. Због одласка у Париз, на овој дужности је провео свега неколико дана. Након повратка из иностранства, почетком јула 1861. постављен је за окружног инжењера 4. класе у округу Крагујевачком. Поред осталих стручних послова које је обављао, трасирао је и израдио окружни пут Крагујевац–Дивостин–Кутлово–Баре. Овај пут је сматран за то доба као један од најбољих српских друмова.
Након дужности инжењера Крагујевачког округа, у децембру 1865. постављен је за професора у Артиљеријској школи. С краћим прекидима, до новембра 1887. предавао је: математику, нижу и вишу, премеравање, геодезију и механику. У Артиљеријској школи, Војној академији, Здравковић је обављао и друге дужности. У три наврата био је вршилац дужности управника и управник ове установе (од 1. октобра 1879. до 9. јуна 1880, затим од 1. новембра 1880. до 1. марта 1886. и од 23. марта 1886. до 23. октобра 1887).
Истовремено са превавањима и управом над Војном академијом, обављао је и друге дужности. Годину дана 1872—1873, био је командант инжињеријског батаљона, а почетком априла 1873. додељена му је дужност инспектора инжињеријских трупа. На тој дужност налазио се и од 25. априла 1876. а затим поново од новембра исте године. Инспектор инжињерије Здравковић је био и од септембра 1893. Делатности у инжињеријском роду војске обављао је и кроз комисије и комитете које је формирало Министарство војно. Њихов председник био је у неколико наврата: од 6. октобра 1878, од 24. марта 1882, од 1. марта 1886. и од 30. априла 1888. Поред инжињеријских, био је члан комитета за Организацију и наставу војске, а од јануара 1889. одређено му је чланство и у комисији за Нову формацију војске. Председник и судија Војнокасационог суда био је такође више пута. Најпре 1883, а затим 1888, 1891. и 1893. године. У испитним комисијама за ниже и више официре, године 1881, 1885. и 1888. био је члан и председник.
У ратовима Србије активно је учествовао. У Првом српско-турском рату 1876. био је командант Крајинске бригаде 1. класе. На челу ове јединице учествовао је у борбама код Зајечара и Куле. У рату 1877-1878. био је командант Црноречке војске. Са те дужности, фебруара 1878. премештен је на место команданта града Ниша и команданта резервне дивизије. Почетак српско-бугарског сукоба затекао га је као нашег изасланика на маневрима у Француској. Одатле се хитно вратио и добио дужност команданта резерве и заповедника Моравске дивизијске области. На том положају остао је до краја непријатељства. Две године после рата, 1887-1888, био је на дужности команданта Београдске тврђаве.
У пет српских влада Здравковић је, током три манданта, носио портфељ министра грађевина. У кабинету Љубомира Каљевића био је министар од септембра 1875. до краја априла наредне године, када је стављен на располагање. Реконструкцијом кабинета од 14. априла 1880. постао је заступник министра грађевина, а поновном реконструкцијом од 5. јуна, у кабинету Јована Ристића, министар. На тој дужности био је до октобра исте године. Трећи пут, у кабинетима Ђорђа Симића, Светомира Николајевића и Николе Христића од 12. јануара 1894. до 25. јуна следеће године. По оставци, на трећи по реду министарски портфељ, стављен је на респолагање а потом, у марту 1896, на свој лични захтев пензионисан. Истовремено са пензионисањем и стављањем у резерву, дошло је и до унапређења на положај државног саветника. На овом положају остао је до 1898. године. У периоду од 1897. до 1899. Здравковић је провео и на другим положајима. Као пензионисани официр био је 1897—1899. председник Друштва Црвеног крста, као и кратко време, од августа 1898. до фебруара 1899, председник Инвалидског суда.
Захваљујући свом великом образовању и плодном стручном раду, 1871. изабран је за редовног члана Српског ученог друштва. Затим 1892. године добио је и почасну титулу члана Српске краљевске академије.
Преминуо је у 4. августа 1900. године у Београду. Сахрањен је на Новом гробљу у Београду.

## Унапређење у чинове
| Питомац Каплар | Питомац Поднаредник | Питомац Наредник | Потпоручник       | Поручник       | Капетан Друге класе |
| -------------- | ------------------- | ---------------- | ----------------- | -------------- | ------------------- |
|                |                     |                  |                   |                |                     |
| 3. март 1852.  | 1. март 1853.       | 8. август 1854.  | 6. новембар 1856. | Није унапређен | Није унапређен      |

| Капетан Прве класе | Мајор           | Потпуковник      | Пуковник          | Генерал         |
| ------------------ | --------------- | ---------------- | ----------------- | --------------- |
|                    |                 |                  |                   |                 |
| 24. август 1867.   | 1. јануар 1872. | 20. јануар 1875. | 5. новембар 1876. | 26. април 1893. |

## Одликовања

### Домаћа одликовања
- Орден Милоша Великог 3. реда
- Орден Белог орла 4 и 5. реда
- Орден Таковског крста са мачевима 3. реда
- Орден Таковског крста 1, 2, 3. и 5. реда
- Орден Светог Саве 2. реда
- Златна медаља за ревносну службу
- Споменице ратова 1876—1878
- Споменица рата 1885—1886

### Инострана одликовања
- Орден Франца Јозефа 1. реда са лентом, Аустроугарска (два пута)
- Орден Румунске звезде 3. реда, Краљевина Румунија
- Орден Османлије 1. реда, Османско царство
- Орден Легије части 4. реда, Француска